# Mizodorcatoma
Mizodorcatoma is een geslacht van kevers uit de familie van de klopkevers (Anobiidae).

## Soorten
- Mizodorcatoma dommeri Rosenhauer, 1856
- Mizodorcatoma pinicolae Hayashi, 1955